# 타이선 콰이엇카우스키

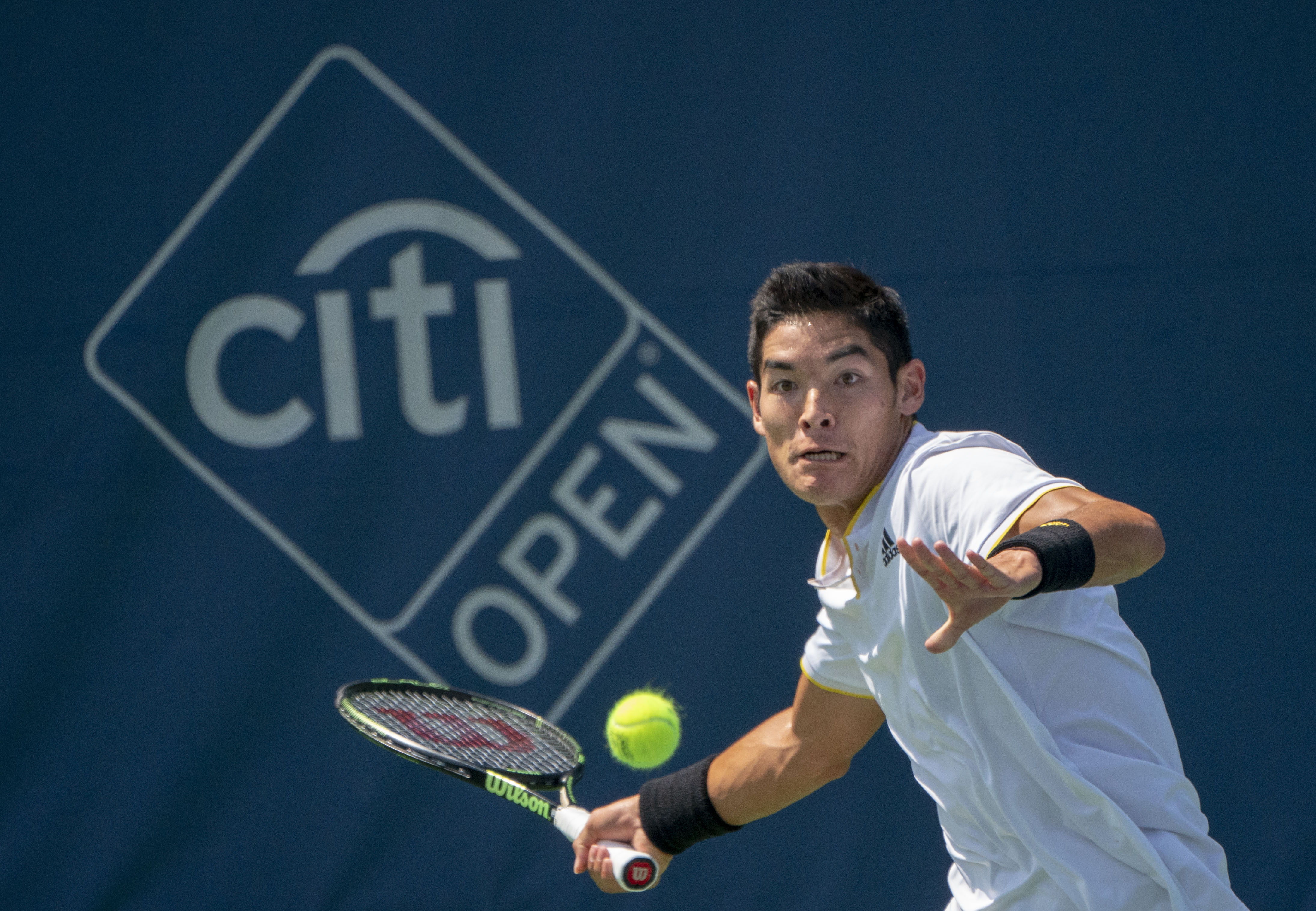
2019년 사진.

타이선 콰이엇카우스키(영어: Thai-Son Kwiatkowski, 1995년 2월 13일 ~ )는 미국의 테니스 선수이다. 2017년 프로로 전향했다.
그의 아버지는 폴란드계, 어머니는 베트남계이다. 5살 때 테니스를 시작하였으며 2017년 버지니아 대학교 졸업 당시 미국 NCAA 챔피언십에서 우승하며 팀을 3연패로 이끌었다. 이 자격으로 그해 US오픈에도 와일드카드를 받고 출전하여 1회전에서 미샤 즈베레프(당시 27위)에게 풀세트 접전 끝에 패했었다.
2019년 US오픈에서는 예선 1회전, 2018년에는 예선 2회전 탈락했었다.